# يندلي جونسون
يندلي جونسون (بالإنجليزية: Lindley Johnson) هو مهندس معماري أمريكي، ولد في 18 يناير 1854، وتوفي في 27 فبراير 1937.